# Конструктивизм в архитектуре Екатеринбурга

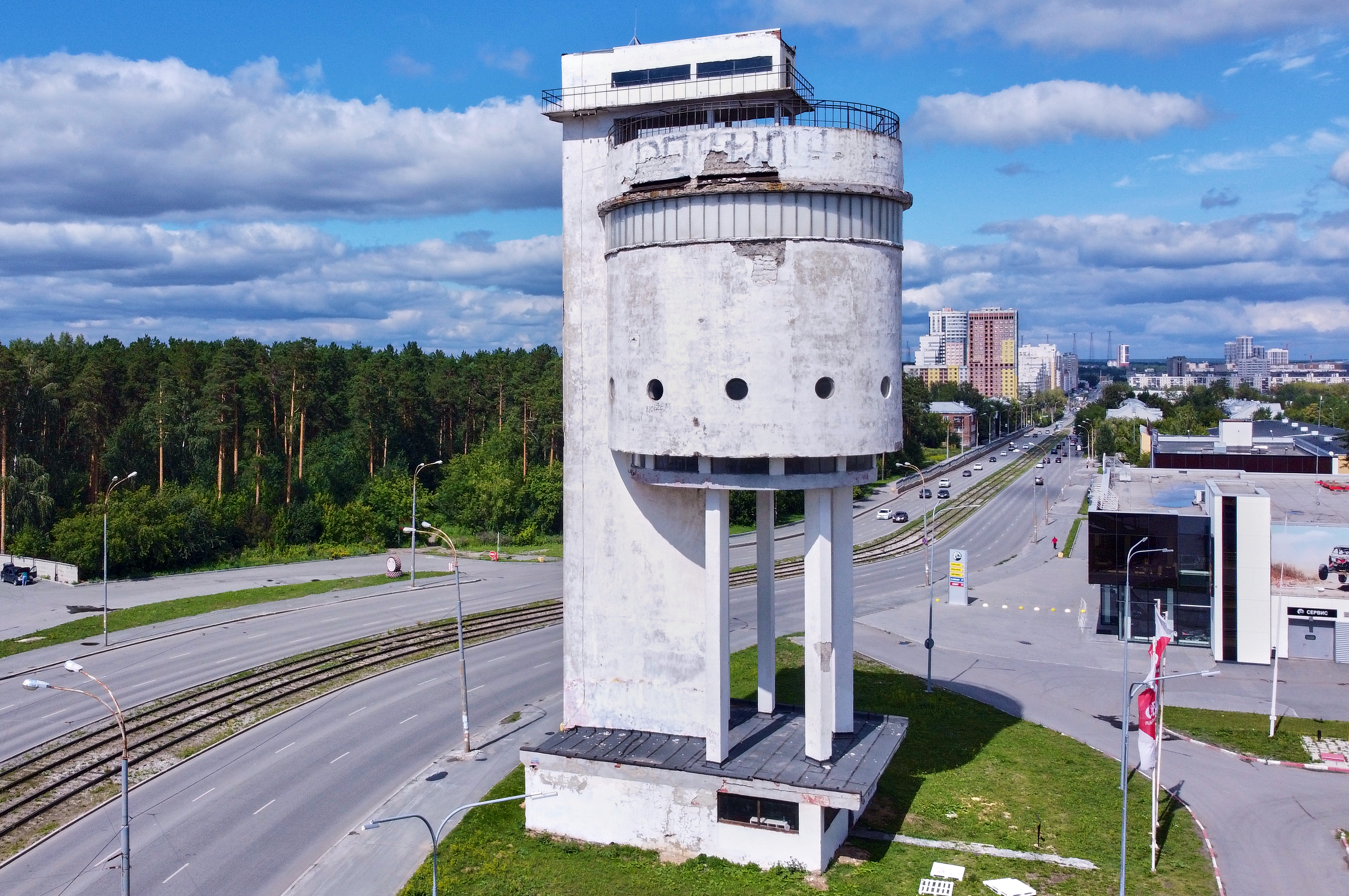
Белая башня, неофициальный символ екатеринбургского конструктивизма

Екатеринбургский конструктивизм или свердловский конструктивизм — одно из направлений развития архитектуры Екатеринбурга в 1920-х — 1930-х годах. В этот период в городе был возведён ряд промышленных, общественных и жилых домов в стиле конструктивизма. Ныне Екатеринбург имеет репутацию «столицы конструктивизма».
Город насчитывает несколько конструктивистских ансамблей и свыше 140 зданий в этом стиле. Часть зданий были снесены в период после распада СССР.

## История
Во второй половине 1920-х годов началось мощное развитие планировочной структуры Свердловска (ныне Екатеринбурга) и быстрое возведение в городе десятков и сотен общественных и жилых зданий. Все они имели крупный градостроительный масштаб, а также новую функциональную и пространственную организацию. В Свердловске были возведены конструктивистские архитектурные ансамбли социального назначения для рабочих и служащих заводов, включавшие в себя клубы, фабрики-кухни, профилактории и больницы. В конце 20-х — начале 30-х годов, функциональные пространства торговых площадей и высотные доминанты — культовые здания, придававшие индивидуальность архитектурному облику города, были утрачены, поэтому в этот период в городе было положено начало эволюции площадей.
В эпоху расцвета конструктивизма в Свердловске в сфере массового жилища города работал один из создателей группировки Объединение современных архитекторов (ОСА) Моисей Гинзбург. Он был руководителем отдела типизации жилища при Строительном комитете РСФСР. В Свердловске, а также в Москве и Саратове, Гинзбургом были возведены экспериментальные дома с двухуровневыми квартирами-ячейками типа F и системой общественного обслуживания. В их число входит жилой комбинат «Уралоблсовета». Иными жилыми комплексами тех лет являются Городок чекистов, комплекс общежитий УПИ, жилой дом Осоавиахима, жилой комплекс «Дом Гостяжпромурала».
Кроме М. Я. Гинзбурга в проектировании конструктивисткой архитектуры Свердловска успели поучаствовать такие архитекторы, как Т. К. Бабыкин, П. В. Оранский, Е. В. Емельянов, И. В. Антонов, В. Д. Соколов, М. В. Рейшер, А. И. Вилесов, А. М. Дукельский, Д. Ф. Фридман, Г. И. Глущенко, Г. А. Голубев, Г. П. Валёнков, М. Стам, Г. Шмидт, Б. Шефлер, Э. Майер.
Закат эпохи конструктивизма в городе ознаменовало развитие советского неоклассицизма. Рационалистическая архитектура отказалась от аскетизма. Внимание теперь уделялось не только функциональной целесообразности, но и декорированию зданий. Так, появилось здание гостиницы «Мадрид», совмещающее в себе композиционные и декоративные приёмы конструктивизма и классицизма.

## Список зданий и сооружений в стиле конструктивизма

### Сооружения
- Белая башня

### Административные здания
- Дом связи (Главпочтамт)
- Дом контор
- Дом печати
- Дом промышленности
- Здание Госстраха

### Общественные здания
- Больница спецназначения
- Гостиница «Исеть»
- Гостиница «Мадрид»
- Дворец культуры «Уралмашзавода»
- Детский сад Городка юстиции (Дом-улитка)
- Дом обороны
- Здание Свердловской киностудии
- Здание ПРОМЭКТа (снесено)
- Институт физиотерапии и профзаболеваний
- Медицинский институт (также родильное и гинекологическое отделения)
- Музей истории и археологии Урала
- Спортивный комплекс «Динамо»

### Жилищное строительство
- Городок чекистов
- Дома Госпромурала
- Комплекс общежитий УПИ
- Общежитие «Уралоблсовнархоза» (дом Гинзбурга)
- Второй Дом Советов

### Промышленные здания
- Заводоуправление «Уралмаша»

## Утраты
В декабре 2020 года в рамках строительных работ корпорация «Маяк» начала снос здания ПРОМЭКТа, сопровождавшийся борьбой активистов за его сохранение, а к марту 2021 года здание было окончательно разрушено. Здание являлось не выявленным памятником конструктивизма и частью единого архитектурного ансамбля, расположенного на месте Сенной площади.
В марте 2022 года мэрия Екатеринбурга объявила тендер на снос здания эпохи конструктивизма по адресу улица Азина, 18. В 2015 году после пожара, во время которого погибли два человека, дом был признан аварийным, а его жильцов расселили. Некоторые, в частности бывший вице-мэр Екатеринбурга Алексей Кожемяко, выступали за сохранение постройки, но после экспертизы выяснилось, что спасти её невозможно. Здание так и не получило статус объекта культурного наследия.

## Галерея

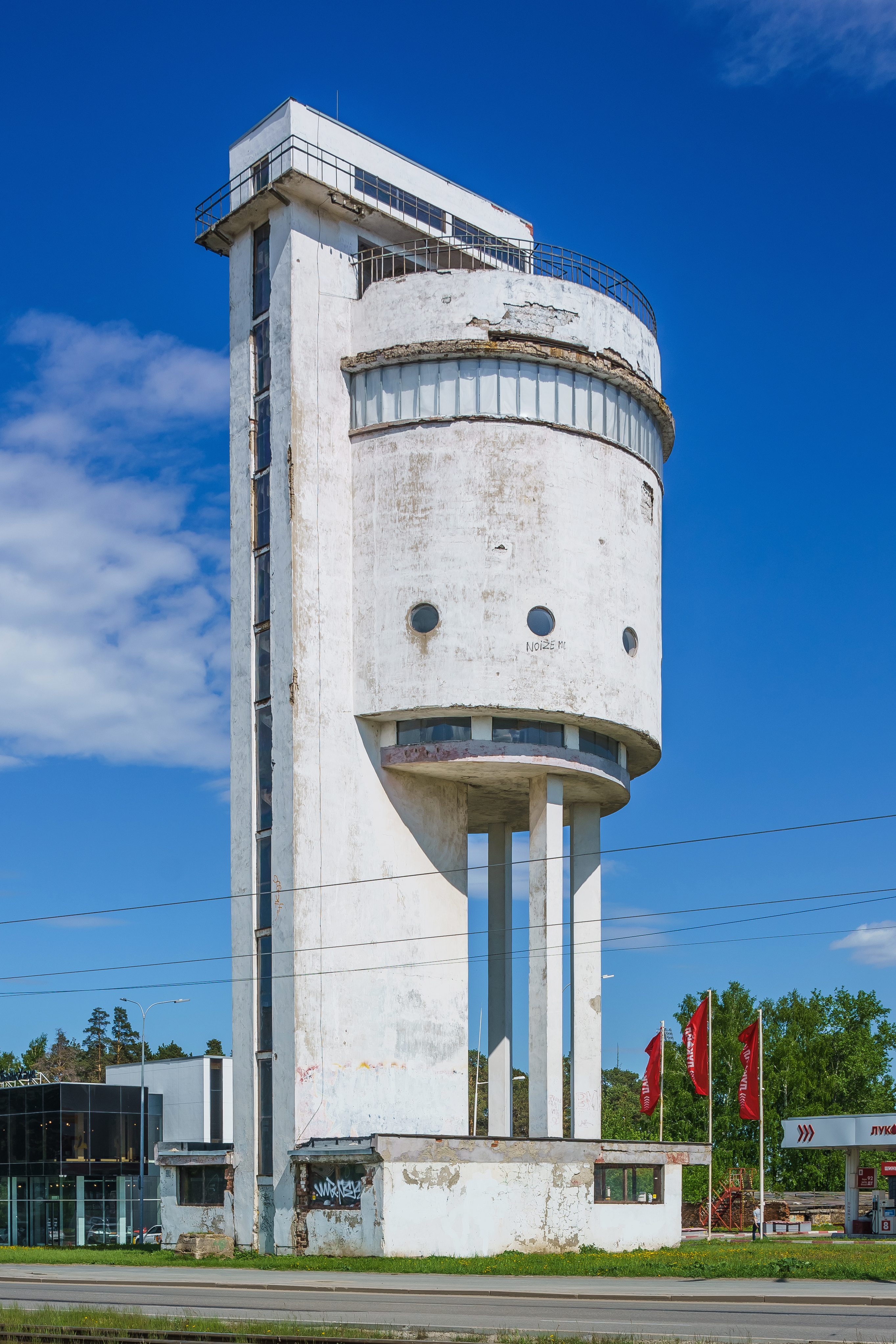
Белая башня
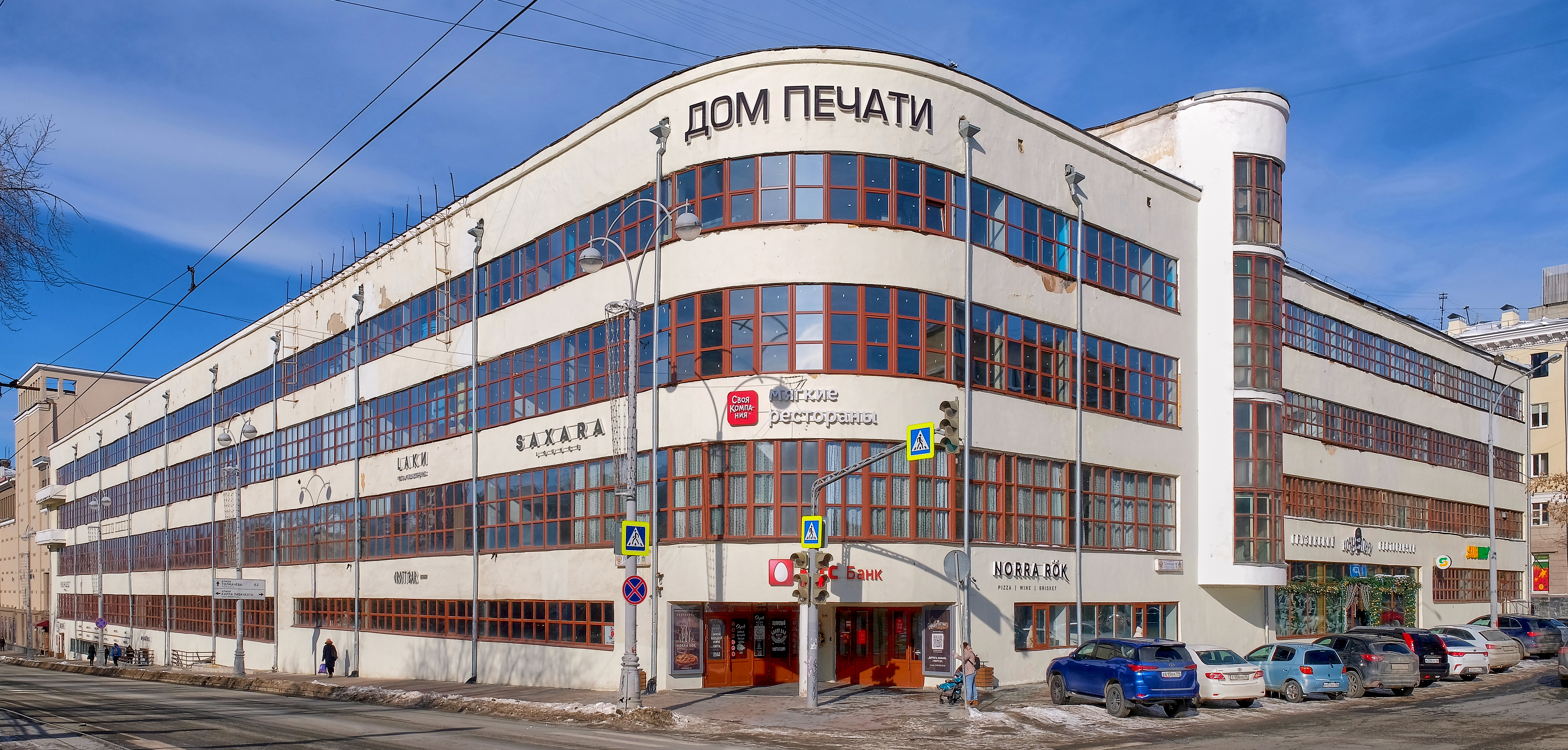
Дом печати
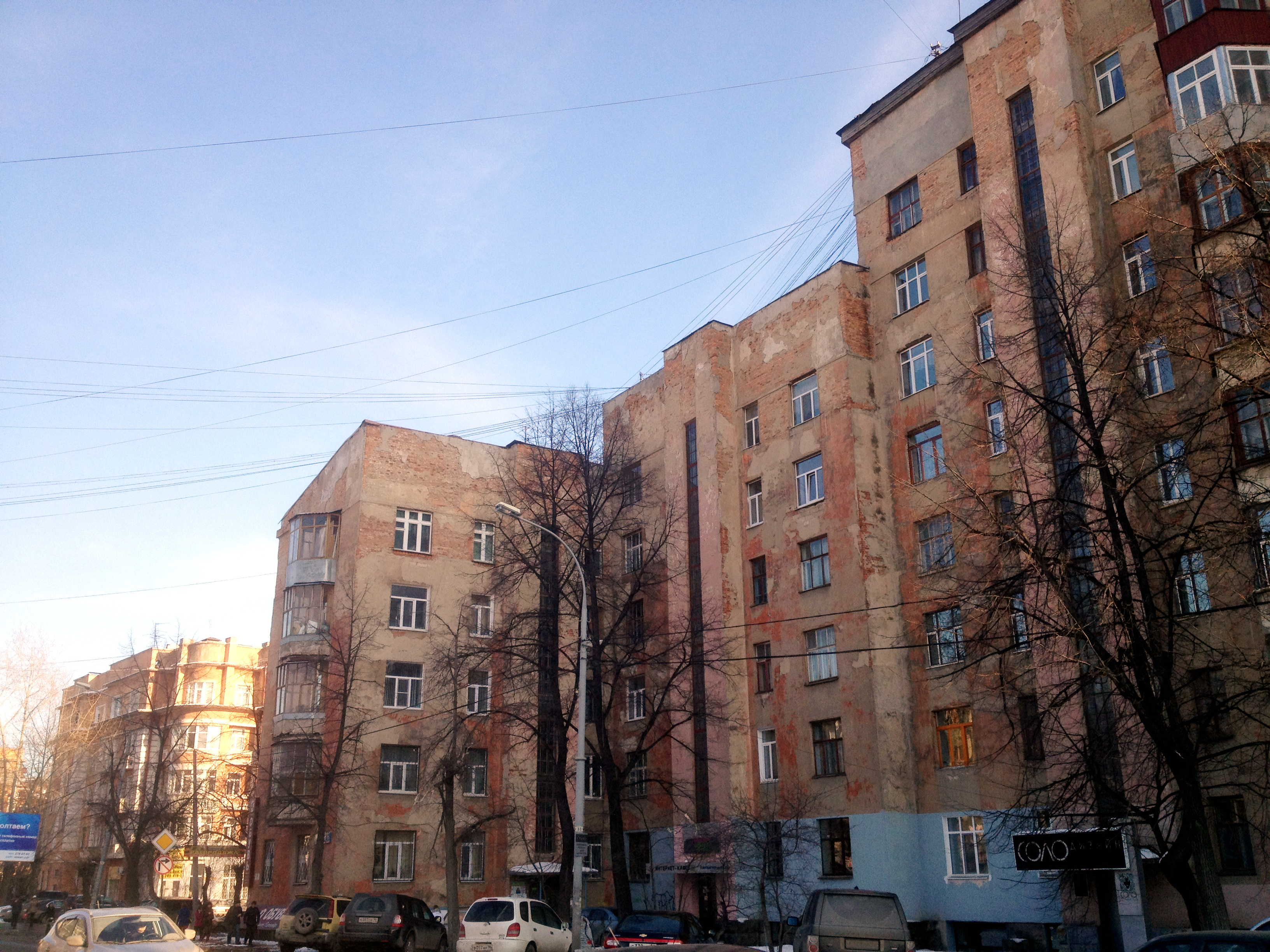
Городок чекистов
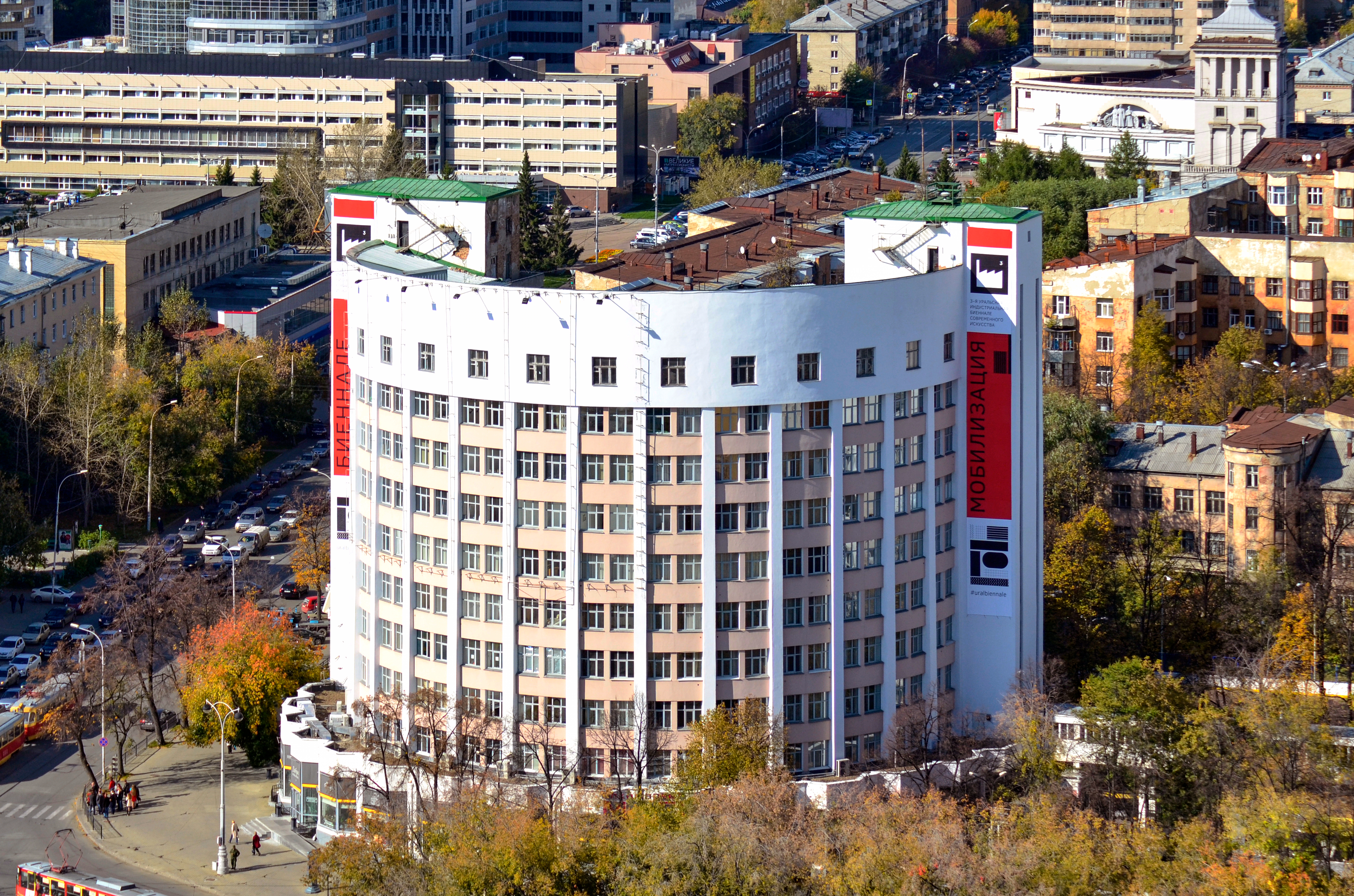
Гостиница «Исеть»
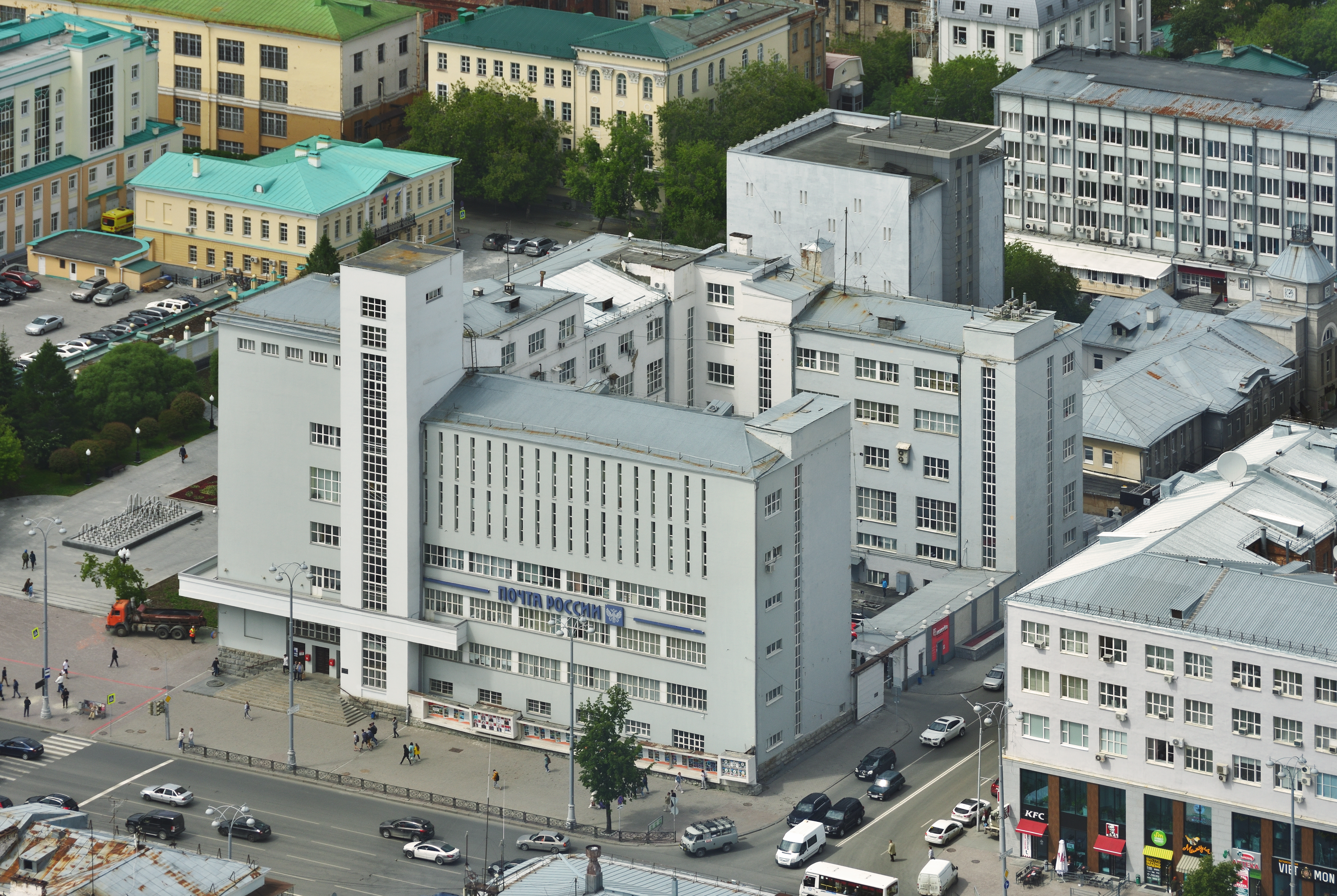
Дом связи (Главпочтамт)
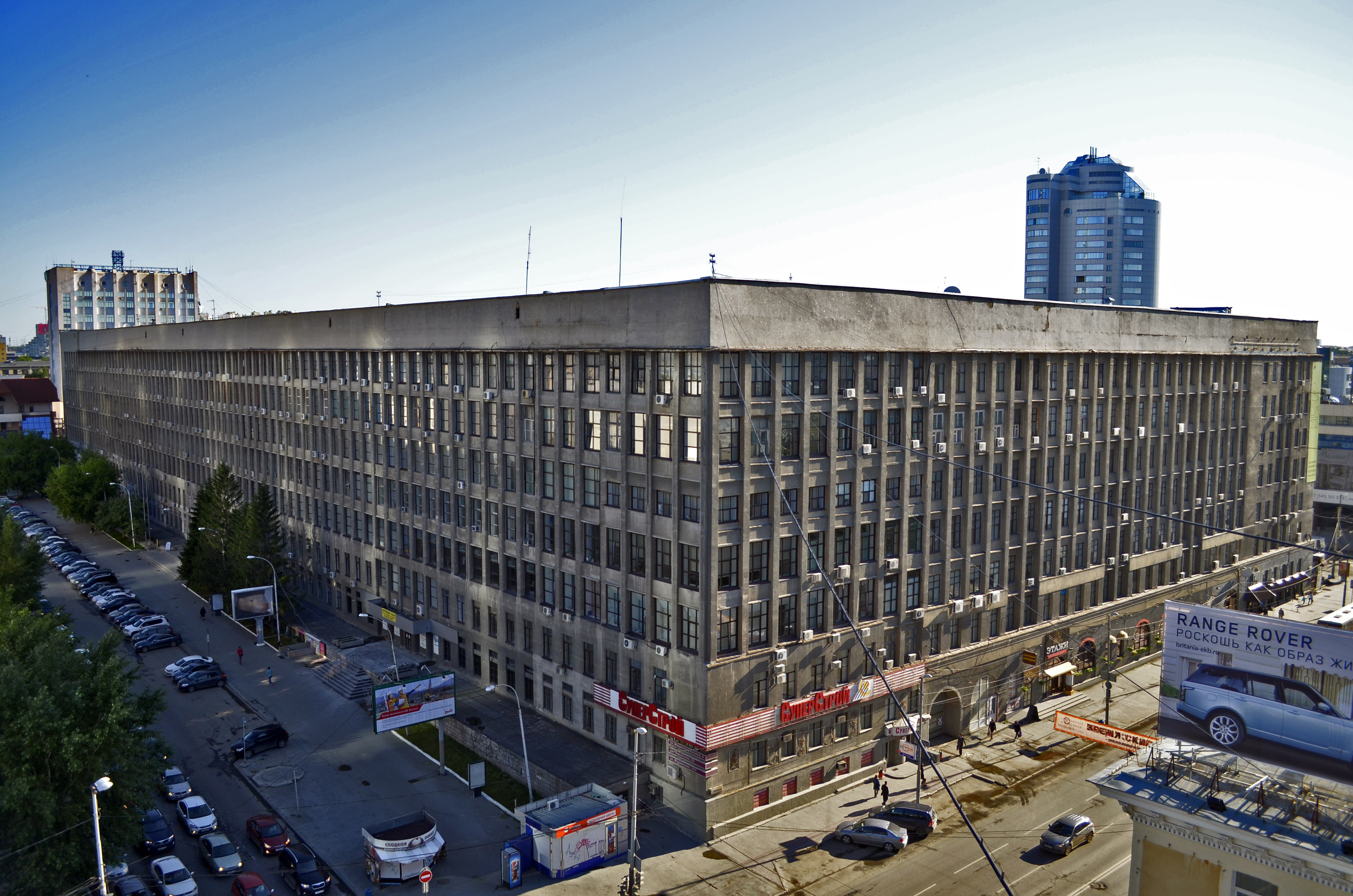
Дом промышленности
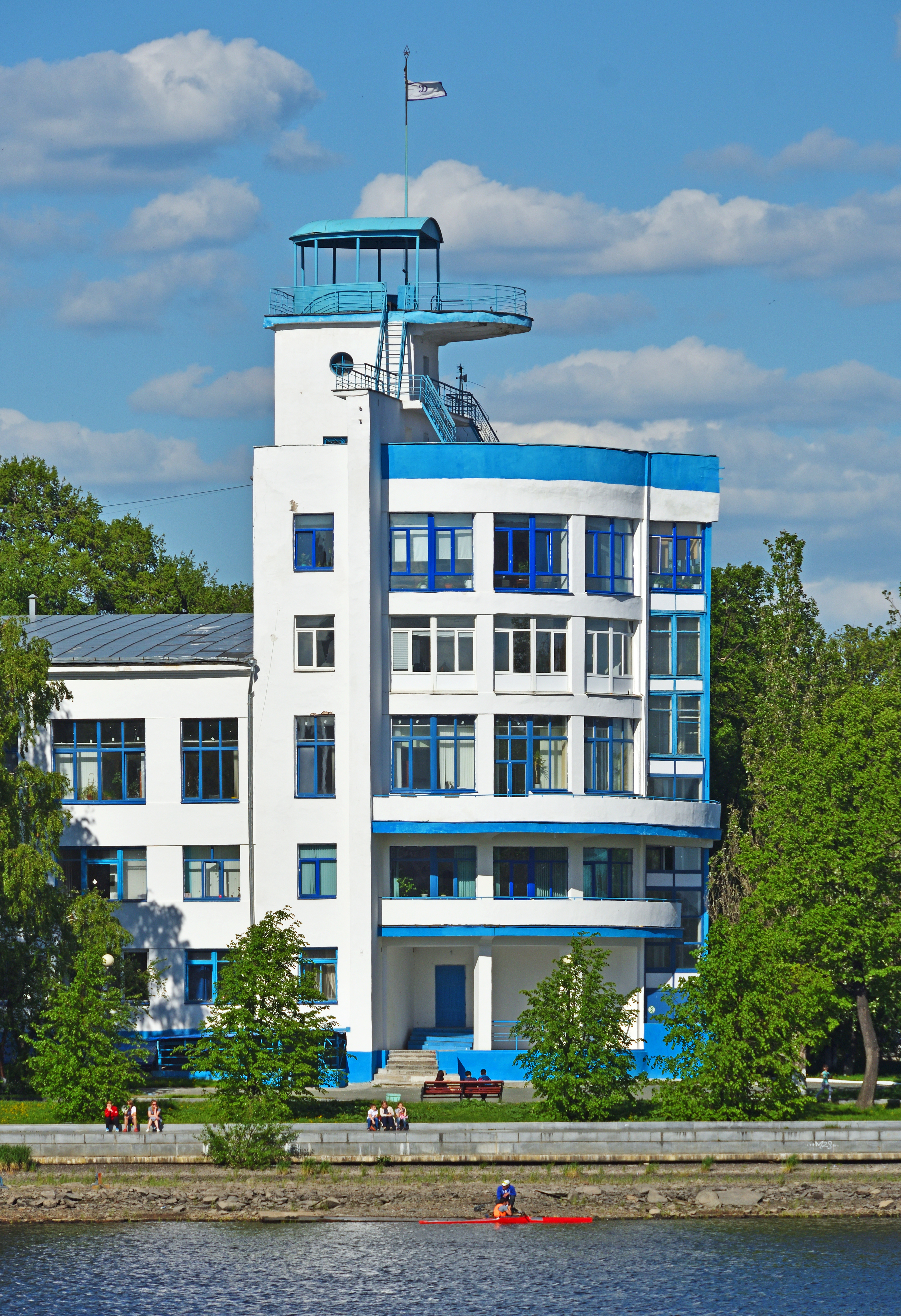
Здание спортклуба «Динамо»